# Rainer Hasler
Rainer Hasler (Vaduz, 2 de julho de 1958 — 29 de outubro de 2014) foi um futebolista liechtensteinense.

## Carreira
Hasler, que jogava como lateral-direito, jogou por 4 equipes em sua carreira, que durou entre 1976 e 1989. Pelo Neuchâtel Xamax, destacou-se ao levar o clube do oeste suíço às quartas-de-final da Copa da UEFA de 1981–82. Ainda jogou por Grasshopper e Servette, onde parou de jogar aos 31 anos.

## Reconhecimentos
Hasler foi eleito em 2003 como o melhor jogador de seu país na premiação do jubileu da UEFA. Apesar do reconhecimento e de ter atuado pelo FC Vaduz (principal agremiação de Liechtenstein, que disputa o Campeonato Suíço) durante uma temporada, nunca jogou pela seleção do principado, que embora tivesse estreado em jogos oficiais em 1982 (Liechtenstein virou o 142° membro da FIFA em 1974), só voltaria a disputar partidas amistosas em 1990, quando o lateral já estava aposentado.